# Фатехпур (округ)
Фатехпур (англ. Fatehpur) — округ в индийском штате Уттар-Прадеш. Административный центр — город Фатехпур. Площадь округа — 4152 км². По данным всеиндийской переписи 2001 года население округа составляло 2 308 384 человека. Уровень грамотности взрослого населения составлял 56,30 %, что немного ниже среднеиндийского уровня (59,5 %).